# Маково (Сумская область)
Маково (укр. Макове) — село, Шосткинская городская община, Шосткинский район, Сумская область, Украина.
Код КОАТУУ — 5925384201. Население по переписи 2001 года составляло 499 человек.

## Географическое положение
Село Маково находится на левом берегу реки Шостка, выше по течению на расстоянии в 5 км расположено село Собичево, ниже по течению на расстоянии в 2,5 км расположено село Гамалиевка.
Через село проходит автомобильная дорога Т-2502 (Р-65).
Рядом проходит железная дорога, станция Маково в 1,5 км.

## История
- Село Маково известно со второй половины XVIII века.

## Экономика
- «Обрий», ЧП.
- «Маково», ЧП.

## Религия
- Свято-Никольский храм.

## Известные люди
- Бедненко, Степан Петрович — уроженец села, Герой Советского Союза.